# Fortress (album)
Fortress är den kanadensiska musikgruppen Protest the Heros andra fullängdsalbum, utgivet 29 januari 2008.

## Låtlista
1. "Bloodmeat" - 3:54
2. "The Dissentience" - 4:23
3. "Bone Marrow" - 5:30
4. "Sequoia Throne" - 3:11
5. "Palms Read" - 5:06
6. "Limb From Limb" - 4:22
7. "Spoils" - 3:43
8. "Wretch" - 4:12
9. "Goddess Bound" - 3:35
10. "Goddess Gagged" - 3:14